# Hiếu Triết Nghị Hoàng hậu
Hiếu Triết Nghị Hoàng hậu (chữ Hán: 孝哲毅皇后; tiếng Mãn: ᡥᡳᠶᠣᠣᡧᡠᠩᡤᠠ
 ᠰᡠᠯᡨᡠᠩᡤᠠ
 ᡶᡳᠯᡳᠩᡤᠠ
 ᡥᡡᠸᠠᠩᡥᡝᠣ, Möllendorff: hiyoošungga sultungga filingga hūwangheo, Abkai: hiyouxungga sultungga filingga hvwangheu; 25 tháng 7, năm 1854 - 27 tháng 3, năm 1875), là vị Hoàng hậu duy nhất của Thanh Mục Tông Đồng Trị Hoàng đế.
Bà là vị Hoàng hậu Đại Thanh duy nhất được sách lập xuất thân từ Mông Cổ Bát kỳ. Ngoài ra, bà cũng là một trong 4 vị Hoàng hậu duy nhất của nhà Thanh được hưởng quy chế lễ đại hôn khi thành thân với Hoàng đế, bên cạnh Phế hậu Tĩnh phi, Hiếu Thành Nhân Hoàng hậu và Hiếu Định Cảnh Hoàng hậu.

## Gia thế

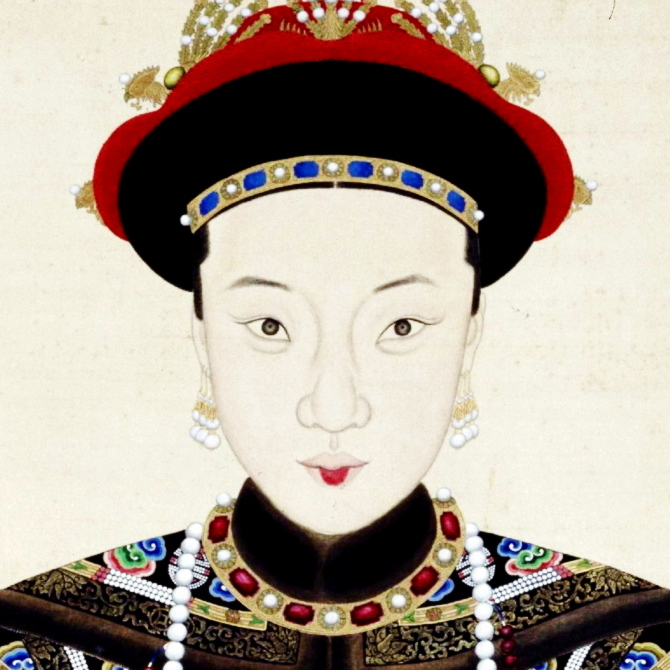
Hiếu Triết Nghị Hoàng hậu A Lỗ Đặc thị.

Hiếu Triết Nghị Hoàng hậu sinh ngày 1 tháng 7 (âm lịch) năm Hàm Phong thứ 4, xuất thân từ gia tộc A Lỗ Đặc thị (阿魯特氏), thuộc Mãn Châu Tương Hoàng kỳ, nhưng vốn là Mông Cổ Chính Lam kỳ, địa vị xã hội trong Đại Thanh tương đối không cao lắm.
Thủy tổ tên Bá Nhĩ Đặc Y (伯尔特依), từ đó xuống 5 đời đều là bạch thân, tức là thường dân học vụ không có quan chức gì cả. Đến đời thứ 7, có vị tên Cảnh Huy (景辉) ở năm Gia Khánh thứ 7 khảo Phiên dịch Cử nhân, làm quan đến Tứ phẩm, từ đó đem gia tộc liệt vào hàng quan lại nhân gia. Cảnh Huy có hai con trai, đều thi đậu Phiên dịch Cử nhân, cụ thể là hai đợt Phiên dịch giải nguyên Gia Khánh năm thứ 21 và Đạo Quang năm thứ 5, vì thế đem gia tộc vào hạng Khoa cử thế gia. Đặc biệt là người anh Tái Thượng A (赛尚阿). Tái Thượng A vào năm Gia Khánh năm thứ 21 thi đậu, chọn Bút thiếp thức nhập sĩ, vào thời Đạo Quang thăng làm Thị lang, Thượng thư, nhập Quân cơ xứ.
Tái Thượng A ở chiến tranh nha phiến lần thứ nhất, được coi trọng, trao cho chức Hiệp Bạn Đại học sĩ (协办大学士), thuộc hàng trọng yếu đại thần khi đấy. Năm đầu Hàm Phong, thăng Văn Hoa điện Đại học sĩ (文华殿大学士), Quân cơ đại thần, vâng mệnh trấn áp quân Thái Bình Thiên Quốc. Tuy nhiên, ông binh bại trở về, Hoàng đế giận dữ cách chức. Năm Hàm Phong thứ 10, lại đem Tái Thượng A gọi lại vào triều, phong làm Phó Đô thống, tuy nhiên nhậm chức không lâu thì ông phải về dưỡng bệnh, năm đầu Quang Tự thì qua đời. Ông có nhiều con, con trưởng là Sùng Tự (崇绪) nhậm Vân Huy sứ, con trai thứ Sùng Hi (崇熙) sau chết ở quốc nạn. Cha của Hoàng hậu là Sùng Khởi (崇绮), con thứ ba của Tái Thượng A, vốn khảo Cử nhân nhậm Lục phẩm Chủ sự, sau vì vụ của Tái Thượng A mà bị miễn quan. Ông đóng cửa đọc sách, sau khảo thi Trạng nguyên, trở thành Trạng nguyên duy nhất thuộc Bát kỳ trúng tuyển, nhậm Hàn lâm viện Thị giảng, nhà ở gần An Định môn. 
Sùng Khởi có 3 vợ, chính thất là mẹ đẻ của Hoàng hậu, Ái Tân Giác La thị, vốn là con gái của Dĩ cách Trịnh Thân vương Đoan Hoa và Nữu Hỗ Lộc thị, cô mẫu của Từ An Thái hậu. Theo vai vế gia tộc, Hoàng hậu là cháu gọi Từ An Thái hậu bằng dì, do mẹ bà là biểu tỷ của Thái hậu. Kế thê của Sùng Khởi là con gái của Lý vương phủ Thành Thủ úy Tái Diệu (载耀), và Qua Nhĩ Giai thị, đường tỷ của Vinh Lộc. Gia đình Hoàng hậu tổng cộng năm con gái và một con trai, con trai duy nhất tên Bảo Sơ (葆初), Hoàng hậu là con gái thứ 3 trong nhà. Em gái út của bà về sau tham gia Bát Kỳ tuyển tú, được chỉ hôn cho Huệ Kính Quận vương Dịch Tường (奕详), con trai thứ 5 của Huệ Đoan Thân vương Miên Du, làm Kế Phúc tấn. Ngoài ra, bà còn có đường muội được chỉ hôn cho Đôn Thân vương phủ Bối lặc Tái Liêm (载濂), tổ phụ của Dục Nham (毓嵒). Có thể thấy, gia đình bà tuy gốc gác không cao nhưng có liên hôn với Hoàng thất. Bên cạnh đó gia tộc này lại có truyền thống thi cử, khuôn phép nặng nề, nên có thể hình dung A Lỗ Đặc thị lớn lên ở môi trường học vấn cao độ.

## Hoàng hậu Đại Thanh
Năm Đồng Trị thứ 11 (1872), ngày 3 tháng 2 (âm lịch) năm ấy, khi tiến hành tuyển tú, Từ An Thái hậu là người đề bạt và đưa A Lỗ Đặc thị dự vào đợt tuyển. 
Trong khi đó, Từ Hi Thái hậu là người rất ghét Đoan Hoa, quyết liệt chọn con gái của Phượng Tú thuộc dòng dõi Sa Tế Phú Sát thị danh môn, đối chọi với Từ An Thái hậu rất gay gắt. Cụ thể quá trình này, trước mắt vẫn không có hồ sơ công khai minh bạch, nhưng cuối cùng Đồng Trị Đế vẫn chọn A Lỗ Đặc thị làm Hoàng hậu, và điều này khiến Từ Hi Thái hậu rất không vui. Chỉ dụ năm ấy: "Khâm phụng Từ An Hoàng thái hậu, Từ Hi Hoàng thái hậu ý chỉ. Hoàng đế tuổi nhỏ lên ngôi, đến nay đã mười một năm hơn, cần chọn người hiền để tác phối, chính vị Trung Cung, cũng là để phụ thánh đức lĩnh tương nội trị. Đặc tuyển con gái của Hàn Lâm viện Thị giảng Sùng Khởi là A Lỗ Đặc thị, thục thuận đoan trang, đáng lập làm Hoàng hậu. Đặc dụ".
Theo cách người Thanh ghi lại, việc A Lỗ Đặc thị chọn làm Hoàng hậu là đã dự trù từ sớm. Có hai nguyên nhân chủ yếu:
- Nguyên nhân thứ nhất là Sùng Khởi vốn là Trạng nguyên. Mà theo cách nói của dân gian, Hoàng hậu có thân phận làm Trạng nguyên là một điều rất lý tưởng. Ghi chép đương thời khi A Lỗ Đặc thị tuyển tú nhập cung, nhiều người nhận định tất sẽ trở thành Hoàng hậu. Vốn là con nhà khoa bảng, sự thông tuệ văn chương lễ nghĩa của A Lỗ Đặc thị đã sớm truyền khắp kinh thành.
- Nguyên nhân thứ hai, là do xuất thân của bà. Mẹ đẻ của bà là con gái của Trịnh Thân vương Đoan Hoa, một trong Cố mệnh Bát đại thần do Thanh Văn Tông đích thân chỉ định. Dù Đoan Hoa bị Từ An Thái hậu và Từ Hi Thái hậu ban chết trong chính biến Tân Dậu, song chính thê của Đoan Hoa - Nữu Hỗ Lộc thị là cô mẫu của Từ An Thái hậu. Do đó, A Lỗ Đặc thị là cháu gọi Từ An Thái hậu là dì mẫu.

Ngày 14 tháng 9 (âm lịch) cùng năm, lấy Đôn Thân vương Dịch Thông làm Chính sứ, Bối lặc Dịch Khuông làm Phó sứ, tuyên bố sách tuyên A Lỗ Đặc thị nhập cung thành hôn. Ngày 15 tháng 9 (âm lịch), Tử khắc, A Lỗ Đặc thị nhập cung làm lễ hợp cẩn đại hôn, chính thức tuyên sách lập Hoàng hậu. Chiếu cáo thiên hạ
Sách tuyên rằng:
| “                                         | 朕惟运协两仪。乾健必资夫坤顺。光昭四表。日升更颂夫月恒。观天道之周行。实邦家之肇庆。爰诹吉日。用制宏章。咨尔阿鲁特氏。乃翰林院侍讲崇绮之女也。秀衍桂林。瑞徵椒殿。淑身维则。慎德有常。著端范于闺闱。早娴女训。肃庄容于宫壼。允式母仪。兹仰承慈安皇太后慈禧皇太后懿旨。以册宝立尔为皇后。尔其勒俭居先。雍和逮下。徽音丕嗣。内治克襄。夏凊冬温。亲两宫之色笑。陈笾荐豆。佐九庙之馨香。令望式孚。蕃厘永迓。钦哉。 ... Trẫm duy vận hiệp lưỡng nghi. Càn kiện tất tư phu khôn thuận. Quang chiêu tứ biểu. Nhật thăng canh tụng phu nguyệt hằng. Quan thiên đạo chi chu hành. Thật bang gia chi triệu khánh. Viên tưu cát nhật. Dụng chế hoành chương. Tư nhĩ A Lỗ Đặc thị, nãi Hàn Lâm viện Thị giảng Sùng Khởi chi nữ dã. Tú diễn quế lâm. Thụy trưng tiêu điện. Thục thân duy tắc. Thận đức hữu thường. Trứ đoan phạm vu khuê vi. Tảo nhàn nữ huấn. Túc trang dung vu cung khổn. Duẫn thức mẫu nghi. Tư ngưỡng thừa Từ An Hoàng thái hậu, Từ Hi Hoàng thái hậu ý chỉ, dĩ sách bảo, lập nhĩ vi Hoàng hậu. Nhĩ kỳ lặc kiệm cư tiên. Ung hòa đãi hạ. Huy âm phi tự. Nội trị khắc tương. Hạ sảnh đông ôn. Thân lưỡng cung chi sắc tiếu. Trần biên tiến đậu. Tá cửu miếu chi hinh hương. Lệnh vọng thức phu. Phồn li vĩnh nhạ. Khâm tai. | ” |
| — Sách văn lập A Lỗ Đặc thị làm Hoàng hậu | |   |

Hoàng hậu A Lỗ Đặc thị nhập cung vào tháng 9 năm Đồng Trị thứ 11 (1872), sống trong Tử Cấm Thành đến khi Đồng Trị Đế băng hà vào ngày 5 tháng 12 năm Đồng Trị thứ 13 (1874), sinh hoạt trong cung tầm 3 năm. Gia đình A Lỗ Đặc thị cũng được ân phong như lệ thường, cha bà Sùng Khởi thụ tước [Tam đẳng Thừa Ân công; 三等承恩公], đường làm quan cũng rộng mở, thăng đến Nội các Học sĩ (内阁学士), Thị lang bộ Lại và bộ Hộ.
Theo nhiều cách nói từ dã sử truyền miệng, A Lỗ Đặc Hoàng hậu có cuộc sống cung đình không mấy vui vẻ, đặc biệt là mối quan hệ với Từ Hi Thái hậu được cho là cực kém. Nếu việc tuyển tú xảy ra, đúng là có mâu thuẫn giữa Lưỡng cung Thái hậu, thì Hoàng hậu trong tình thế đó bị kẹp giữa 2 vị Thái hậu, phi thường áp lực đè nén. Tuy không hề có bất kì cứ liệu nào nói đến mối bất hòa giữa Hoàng hậu và Từ Hi Thái hậu, song sự truyền miệng của người Bát kỳ đều nhắc đến vấn đề mẹ chồng nàng dâu này. Trong đó, chuyện dã sử được nhắc đến nhiều nhất là việc A Lỗ Đặc Hoàng hậu từng nói: "Tây Thái hậu xuất thân chỉ là một phi tần, nhập cung qua cửa bên. Còn ta là Trung cung Hoàng hậu, được kiệu vào cung qua Đại Thanh môn với lễ đại hôn theo đúng di huấn của tổ tiên".
Tuy nhiên, câu nói này cũng xuất hiện trong truyền khẩu là do Đôn Thân vương Dịch Thông nói với Từ Hi Thái hậu. Đôn Thân vương Dịch Thông nổi tiếng ngay thẳng, không hề để tâm ai có thích lời nói của ông hay không. Khi đó Từ Hi Thái hậu phàn nàn việc Hoàng hậu không nghe lời quản giáo, muốn phế bỏ, Đôn Thân vương liền nói: "Muốn phế người đi từ Đại Thanh môn vào, thì phải do người đi vào từ Đại Thanh môn quyết định". Do quy chế Đại Thanh nghiêm ngặt, Hoàng hậu được cử hành đại hôn đi từ cổng chính Đại Thanh môn vào, là chủ nhân chân chính của hậu cung, còn phi tần phải đi cửa bên cạnh thành để vào. Ý của Đôn Thân vương là Từ Hi Thái hậu vốn chỉ là phi thiếp, không có tư cách phế truất Hoàng hậu do Hoàng gia tuyển lựa.
Qua những câu chuyện trên, dù ít nhiều đúng sai thì có lẽ quả thực mối quan hệ giữa mẹ chồng nàng dâu này có khả năng rất mâu thuẫn. Hoàng hậu A Lỗ Đặc thị xuất thân khoa bảng thế gia, tính cách cương liệt nề nếp, cộng thêm tính cách của Từ Hi Thái hậu, thì tuy những câu chuyện trên chỉ là truyền miệng, song thực tế có lẽ thật sự giữa 2 người có mâu thuẫn tương đương.

## Qua đời

### Quá trình
Năm Đồng Trị thứ 13 (1874), ngày 5 tháng 12 (âm lịch), tức ngày 12 tháng 1 dương lịch năm 1875, Đồng Trị Đế băng hà, Từ An Thái hậu và Từ Hi Thái hậu đưa Thanh Đức Tông Quang Tự Hoàng đế kế vị. Do Quang Tự Đế ngang hàng với Đồng Trị Đế, nên A Lỗ Đặc thị lúc này chỉ có thể xưng là Hoàng hậu mà không phải là Hoàng thái hậu. Để phân biệt với Hoàng hậu tương lai, Lưỡng cung Thái hậu ban huy hiệu cho A Lỗ Đặc thị là Gia Thuận Hoàng hậu (嘉顺皇后).
Ngày 20 tháng 2 (âm lịch) cùng năm, hơn 74 ngày sau khi Đồng Trị Đế băng, Gia Thuận Hoàng hậu cũng tạ thế vào giờ Dần tại Trữ Tú cung, thọ 21 tuổi, tạm quàn ở Long Phúc tự. Sử chép Hoàng hậu qua đời sau bạo bệnh, nhưng có thuyết cho rằng bà đã tuyệt thực đến chết hoặc bị Từ Hi Thái hậu ban rượu độc. Tuy hai người thực sự có thể có mâu thuẫn, song với tình thế Đại Thanh cung đình nghiêm ngặt, Từ Hi Thái hậu khó có khả năng chỉ vì vậy mà giết Gia Thuận Hoàng hậu, mà có khả năng rằng bà tự sát.
Đầu tiên cứ Thanh thực lục - Đức Tông thực lục ghi lại:
- Ngày 20 tháng giêng, tầm 1 tuần sau khi Đồng Trị Đế băng, Quang Tự Đế đăng cơ ở Thái Hòa điện, đến trước Lưỡng cung Thái hậu hành lễ, lại đến Trữ Tú cung, trước mặt Gia Thuận Hoàng hậu hành lễ.
- Ngày 18 tháng 2, Đế hầu Từ An Đoan Dụ Khang Khánh Hoàng thái hậu, Từ Hi Đoan Hựu Khang Di Hoàng thái hậu đến Trữ Tú cung, thăm bệnh Gia Thuận Hoàng hậu.
- Ngày 19 tháng 2, Đế hầu Từ An Đoan Dụ Khang Khánh Hoàng thái hậu, Từ Hi Đoan Hựu Khang Di Hoàng thái hậu đến Trữ Tú cung, thăm bệnh Gia Thuận Hoàng hậu. Thân khắc, hầu Từ Hi Đoan Hựu Khang Di Hoàng thái hậu thăm bệnh Gia Thuận Hoàng hậu.
- Ngày 20 tháng 2, giờ Dần, Gia Thuận Hoàng hậu băng, tại Trữ Tú cung.

### Nguyên nhân cái chết
Cái chết của bà về sau được thêu dệt rất nhiều, nổi tiếng nhất là việc bà bị chính Từ Hi Thái hậu giết hại. Tuy nhiên, khả năng này hoàn toàn không thể xảy ra, và một số lý giải được đưa ra:
- Thứ nhất, có thuyết cho rằng Từ Hi Thái hậu là người cuối cùng đến thăm Gia Thuận Hoàng hậu, vì vậy hạ độc thủ ra tay. Tuy nhiên, cứ theo Thật lục, ngày 18 tháng ấy, Gia Thuận Hoàng hậu bệnh tình đã có vẻ trầm trọng, đến nỗi phải mời Lưỡng cung Thái hậu đến thăm. Dù sang giờ Thân ngày hôm sau, Từ An Thái hậu chưa đi, song Quang Tự Đế hầu Từ Hi Thái hậu đến thăm được ghi chép rất tỉ mỉ, chứng tỏ nội đình đi theo ghi lại rất nghiêm ngặt. Khó mà có chuyện hạ độc thủ.
- Thứ hai, có thuyết Từ Hi Thái hậu bức bách, bỏ đói Gia Thuận Hoàng hậu cho đến chết. Loại thuyết này khó có khả năng, vì khi ấy Từ An Thái hậu còn sống, thì Từ Hi Thái hậu không thể có hành vi lỗ mãng. Bên cạnh đó, Gia Thuận Hoàng hậu chỉ là Hoàng tẩu Hoàng hậu, danh phận đã định, vị trí của Hoàng hậu không thể làm bất lợi vị trí quyền lực của Từ Hi Thái hậu.
- Thứ ba, có thuyết nói Đồng Trị Đế còn tại thế, Gia Thuận Hoàng hậu đã mang long chủng, Từ Hi Thái hậu không đợi được bèn bức tử Hoàng hậu. Loại thuyết này càng không có cơ sở, vì Thanh đình quy định nghiêm ngặt, với hệ thống ghi chép tỉ mỉ, một cung phi mang thai hay sẩy thai đều biết và ghi lại, nói chi đến một Hoàng hậu quốc mẫu cả một đại quốc.
- Thứ tư, lấy theo góc độ Nho gia, Gia Thuận Hoàng hậu cảm thấy tương lai bi quan vì không có hậu tự, Quang Tự Đế nhập cung, thì bà trở thành Hoàng tẩu, mất đi hoàn toàn vị thế chính trị, do vậy u uất mà chết. Cũng nhìn theo góc độ Nho gia, gia đình bà khoa bảng nhiều đời, bên cạnh đó gia đình bà cũng có truyền thống tuẫn tiết (cô tổ mẫu từng tuẫn tiết), nên có lẽ đức hạnh Tiết phụ hẳn đã ăn sâu vào tâm trí cùng nhận thức của bà, dẫn đến khả năng bà tự sát vì tuẫn tiết theo chồng.

Theo nhật ký của Ông Đồng Hòa, Gia Thuận Hoàng hậu khi đó quả thật đã có tật bệnh, lại tương đối trầm trọng và diễn ra khá lâu.

## Hậu sự
Sau khi Gia Thuận Hoàng hậu qua đời, Lưỡng cung Thái hậu dựa theo quy tắc, ban thụy hiệu cho Đại Hành Gia Thuận Hoàng hậu. Lưỡng cung Thái hậu dựa theo hành trạng sinh tiền của Gia Thuận Hoàng hậu mà đánh giá: ["Thục thận nhu gia, khổn nghi túc thức, thị phụng lưỡng cung, hiếu kính vô vi"; 淑慎柔嘉，壸仪足式，侍奉两宫，孝敬无违。], nghị dụ chuẩn bị thượng soạn thụy hiệu. Bà được tạm quàn tại Vĩnh Tư điện (永思殿).
Năm Quang Tự nguyên niên (1875), tháng 5, Quang Tự Đế thân đến Thái Hòa môn ngự chầu, tuyên thụy hiệu của Gia Thuận Hoàng hậu đầy đủ là Hiếu Triết Gia Thuận Thục Thận Hiền Minh Hiến Thiên Chương Thánh Nghị Hoàng hậu (孝哲嘉順淑愼賢明憲天彰聖毅皇后). Cùng năm tháng 11, đưa thần vị của Hiếu Triết Nghị Hoàng hậu phụng an Phụng Tiên điện. 
Sách thụy văn viết:
| “                                         | 臣闻紫宸齐体。离功。彤管扬芬。坤顺表安贞之德。奉明禋而有恪。令范如存。熙鸿号于无穷。崇仪告备。钦惟大后。性成孝敬。德著温恭。毓瑞高闳。文定重伣天之表。来嫔京室。含章徵应地之符。配皇极以礼肃。奉宸仪而班政。兰掖型垂。愉婉承颜。笃两宫之孝养。仁慈逮下。遇九卿以宽和。俭勤追宫庭式化。恺悌赞垂裳之治。海㝢腾欢。方期福履永绥。颂星轩之润饰。何意坤仪云邈遐升。路隔层霄。悲深率土。缅怀令则。长炳耀于寰区。宜受大名备钦崇之典礼。谨奉册。宝。曰。孝哲嘉顺淑慎贤明宪天彰圣毅皇后。于戏。勒瑶函而纪实。硕德丕昭。荐玉策以申虔。阐扬观不远。陟降在兹。宝籙常新。与球图而并重。隆名永协。耀金石而流徽。宏启嘉符。茂昌景祚 . Thần văn tử thần tề thể. Ly công. Đồng quản dương phân. Khôn thuận biểu an trinh chi đức. Phụng minh nhân nhi hữu khác. Lệnh phạm như tồn. Hi hồng hào vu vô cùng. Sùng nghi cáo bị. Khâm duy Đại hậu, tính thành hiếu kính. Đức trứ ôn cung. Dục thụy cao hoành. Văn định trọng 伣 thiên chi biểu. Lai tần kinh thất. Hàm chương trưng ứng địa chi phù. Phối hoàng cực dĩ lễ túc. Phụng thần nghi nhi ban chính. Lan dịch hình thùy. Du uyển thừa nhan. Đốc lưỡng cung chi hiếu dưỡng. Nhân từ đãi hạ. Ngộ cửu khanh dĩ khoan hòa. Kiệm cần truy cung đình thức hóa. Khải đễ tán thùy thường chi trị. Hải 㝢 đằng hoan. Phương kỳ phúc lí vĩnh tuy. Tụng tinh hiên chi nhuận sức. Hà ý khôn nghi vân mạc hà thăng. Lộ cách tằng tiêu. Bi thâm suất thổ. Miến hoài lệnh tắc. Trường bỉnh diệu vu hoàn khu. Nghi thụ đại danh bị khâm sùng chi điển lễ, cẩn phụng sách, bảo, viết: Hiếu Triết Gia Thuận Thục Thận Hiền Minh Hiến Thiên Chương Thánh Nghị Hoàng hậu. Vu hí! Lặc dao hàm nhi kỷ thật. Thạc đức phi chiêu. Tiến ngọc sách dĩ thân kiền. Xiển dương quan bất viễn. Trắc hàng tại tư. Bảo lục thường tân. Dữ cầu đồ nhi tịnh trọng. Long danh vĩnh hiệp. Diệu kim thạch nhi lưu huy. Hoành khải gia phù. Mậu xương cảnh tộ. | ” |
| — Sách thụy văn Hiếu Triết Nghị Hoàng hậu | |   |

Năm Quang Tự thứ 2 (1876), tháng 5, Ngự sử Phạm Đôn Nghiễm (潘敦俨) thượng tấu, trong đó nói đến hiện tại quốc nội khí hậu khô hạn, là bởi vì thụy hiệu của Hiếu Triết Nghị Hoàng hậu có vấn đề, thỉnh cầu sửa đổi thụy hiệu, lại có đoạn nói "Sau khi Mục Tông băng 100 ngày, đường phố đồn đãi (Hoàng hậu) nào là bi thương thành bệnh, nào là tuyệt thực vẫn sinh. Sự tình không minh bạch, dùng cái gì an ủi vong linh ở trên trời? Làm sao để khiến dân chúng không còn hoang mang?". Theo ý của Phạm Đôn Nghiễm, Hiếu Triết Nghị Hoàng hậu là tự sát vì tiết nghĩa, nên theo dân gian treo một biển khen thưởng, như thế mới có "mưa thuận gió hòa". Lưỡng cung Thái hậu nghe thế cả kinh, bèn phê duyệt đại khái nói:"Lịch triều ban thụy hiệu, đều theo quy tắc có từ trước. Kính cẩn cử hành. Hiếu Triết Nghị Hoàng hậu đã có thụy hiệu, há chỉ nghe lời không đâu mà sửa đổi? Ngự sử nhận xét chủ quan, nghe theo lời trên phố phường mà thượng tấu, thật sự hồ đồ. Phan Đôn Nghiễm giao bộ nghiêm gia nghị sử". Cuối cùng ông ta bị cách chức.
Khi Hiếu Triết Nghị Hoàng hậu qua đời, triều đình vừa chọn xong ngày lành tháng tốt dựng lăng cho Đồng Trị Đế, vì vậy bà cùng Đồng Trị Đế đều tạm quàn ở Long Phúc tự thuộc Thanh Đông lăng. Quang Tự nguyên niên (1875), ngày 18 tháng 9, Quang Tự Đế hộ tống Từ Hi Thái hậu đích thân đưa tử cung của Đế - Hậu đến Long Phúc tự.
Năm Quang Tự thứ 5 (1879), ngày 2 tháng 3 (âm lịch), đưa thần chủ của Hiếu Triết Nghị Hoàng hậu và Mục Tông thăng phụ Thái Miếu. Ngày 21 tháng 3 cùng năm, Quang Tự Đế đích thân hộ tống Lưỡng cung Thái hậu từ kinh sư khải loan, tham gia Phụng an đại điển, đưa Đế - Hậu nhập táng. Ngày 26 tháng 3, Gia Thuận Hoàng hậu hợp táng cùng Đồng Trị Đế vào Huệ lăng (惠陵), quách của bà ở phía bên trái (hướng Đông) của Đồng Trị Đế. Ngày hôm đó, có Đôn Nghi Hoàng quý phi Phú Sát thị, Du phi Hách Xá Lý thị, Tuần phi A Lỗ Đặc thị và Tấn tần Tây Lâm Giác La thị là những người cuối cùng vào quyết biệt Đế - Hậu trong địa cung. Năm thứ 26 (1900), khi liên quân 8 nước tấn công Bắc Kinh buộc Hoàng tộc phải bỏ trốn, Từ Hi Thái hậu ra lệnh cho phụ thân của Hiếu Triết Nghị Hoàng hậu là Sùng Khởi ở lại trấn giữ kinh thành. Cả nhà Sùng Khởi đã tự sát sau khi Bắc Kinh thất thủ.
Năm Quang Tự thứ 34 (1908), tháng 12, Tuyên Thống Đế Phổ Nghi kế vị, dâng thêm thụy hiệu cho Hiếu Triết Nghị Hoàng hậu hai chữ Cung Đoan, thụy hiệu đầy đủ là: Hiếu Triết Gia Thuận Thục Thận Hiền Minh Cung Đoan Hiến Thiên Chương Thánh Nghị Hoàng hậu (孝哲嘉順淑愼賢明恭端憲天彰聖毅皇后).

## Trong văn hóa đại chúng
| Năm  | Tên phim                                                                                         | Nhân vật                        | Diễn viên             |
| 1987 | 《Lưỡng cung Hoàng thái hậu》 (两宫皇太后)                                                       | A Lỗ Đặc thị                    | Mạc Tiểu Cầm 麦小琴   |
| 1989 | 《Nhất đại Yêu hậu》 (一代妖后)                                                                  | A Lỗ Đặc thị                    | Lưu Hồng 刘虹         |
| 1990 | 《Mãn Thanh Thập tam hoàng triều》 《Phần 3: Máu nhuộm Tử Cấm Thành》 (滿清十三皇朝3·血染紫禁城) | A Lỗ Đặc thị                    | Lý Tinh 李菁          |
| 2006 | 《Nhất sinh vi nô》 (一生为奴)                                                                   | A Lỗ Đặc thị                    | Mễ Dương 米扬         |
| 2012 | 《Đại thái giám》 (大太監)                                                                       | A Lỗ Đặc • Bảo Âm (阿魯特•寶音) | Đường Thi Vịnh 唐詩詠 |